# 마이진 (트로트 가수)
마이진(Maijin, 본명: 김화진, 1987년 1월 27일 ~ )은 대한민국의 트로트 가수이다.

## 학력
- 서울창도초등학교 졸업
- 중계중학교 졸업
- 은광여자고등학교 졸업

## 경력
- 2018.04.27. '(사)1004클럽 나눔공동체' 홍보대사
- 2022.04. ~ 풋살팀 《FC트롯퀸즈》창단 멤버

## 음반
- 2013년 《싱글 짝사랑하나봐》
- 2018년 《우리 사랑》
- 2019년 《세월아 멈춰라》 / 《사모애》
- 2020년 《시집 장가》
- 2020.12.12. 컴필레이션(옴니버스) 앨범 《트롯 전국체전 Part.1》수록곡 <밤열차> (장르: 트로트)
- 2020.12.27. 컴필레이션(옴니버스) 앨범 《트롯 전국체전 Part.4》수록곡 <아침의 나라에서> (장르: 트로트)
- 2021.04.15. 싱글 《영텐입니다》마이진/채윤/강혜연/박민주/해수/안성훈/이도진/김중연/김태욱/남승민, 수록곡 〈영텐입니다〉영텐 (작사:제이티브이, 작곡:김정호, 편곡:방배동사람들, 장르:트로트, 발매사:오감엔터테인먼트, 기획사:JTV)

## 방송 출연
- 2020.12.05. KBS 2TV 《트롯 전국체전》 1회 1라운드 '미스터리 지역선수 선발전', <밤 열차>(김연자), 올스타, 지역 서울, 2라운드 진출
- 2020.12.26. KBS 2TV 《트롯 전국체전》 4회 2라운드 '지역별 팀 대결', 서울 지역, 3라운드 진출, F4 팀(마이진, 한강, 최은찬, 임창민), 선곡<아침의 나라에서>(김연자)
- 2021.01.09. KBS 2TV 《트롯 전국체전》 6회 3라운드 '1:1 데스 매치', 서울 지역, <초혼>(장윤정), 4라운드 진출 실패(제주지역 최향과 대결)
- 2023년 11월 28일 ~ 2024년 2월 13일 MBN 《현역가왕》 고정 출연
- 2024년 4월 6일 JTBC 《아는 형님》 게스트.
- 2024년 4월 2일 ~ 2024년 5월 7일 MBN 《한일 가왕전》 고정 출연

## 공연 및 행사
- 2021.10.03. 《영텐 콘서트 - 전주》(전북대학교 삼성문화회관)
- 2018.04.27. 1004클럽 나눔공동체 '생명존중 행복나눔 문화행사'《2018 서울 패밀리 페스티벌》서울 청계광장 - 초대가수 <10분내로>

## 수상
- 2008년 독도가요제 대상
- 2010년 향토가요제 금상
- 2024.02.13. MBN 현역가왕 준우승
- 2025.07.28 트롯뮤직어워즈 2025 넥스트리더상